# Zorzines kishidai
Zorzines kishidai là một loài bướm đêm trong họ Noctuidae.